# Красноусольский
Красноусо́льский, Усолка (баш. Красноусол) — село, административный центр Гафурийского района Республики Башкортостан, а также центр Красноусольского сельсовета.

## Географическое положение
Расположено на реке Усолке, в 104 км к юго-востоку от Уфы и в 40 км к северо-востоку от Стерлитамака.
Рядом расположена Воскресенская гора, откуда началась история Красноусольского.

## История
По легенде в 1574 году, сразу после основания Уфы, послал Иван Нагой вверх по Белой экспедицию казаков в таинственную страну — Кара-Табынский ряд. Примерно в 90 верстах от Уфы казаки наткнулись на странный приток Белой с солоноватой и тяжелой водой. Приток назвали Коренным. Поднявшись по нему верст на пятнадцать, казаки нашли соленые ключи. Выше них вода в речке Коренной была пресной. Вернувшись в Уфу с бочонком воды из этих ключей, они доложили воеводе примерно так: «…рассол там выбивает из родников так, что можно черпать ведрами, а вкус воды соленый, а частью горький, а запах несколько вонючий; ключи бегут там, где растет большой березовый лес, которого хватит надолго, если варить там соль». У горы Воскресенки (Воскресенская гора) построен Табынский острог, вероятнее всего с 1574 по 1586 гг. В переписке с царем Федором от 1586 года ногайский хан Урус возмущался, угрожая войной:
«…ты на четырёх местах хочешь городы ставити: на Уфе (основание острога в 1574 году), на Увеке (построена крепость Саратов в 1590 г.) да на Самаре (построена крепость в 1586 г.) да на Белой Воложке (река Белая, острог Табынск 1574 г.). А теми месты твои деды и отцы владели ли? Поставили же городы для лиха и не дружбы…впред не быти…».
Посольский же приказ отвечал: «…что город на Уфе, на Белой Воложке велено ныне поставить для защиты от сибирского царя Кучюма…».
Хан Урус совместно с Кучумом совершил набег на Табынский городок и разрушил Вознесенскую пустынь. Из указа Федора Иоанновича от 1586 года:
«А того ради царь и великий князь Федор Иоаннович всея Русии самодержец указал тебе старцу Ионе, не могшав ехати в Уфимский уезд, в Вознесенскую пустынь Ногайской дороги, что башкирцами сожжена, а братия разсеяна…, а того ради тебе старцу Ионе, будучи в той пустыне Вознесенской, всякое церковное имущество, утварь, какая если осталась или разграблена башкирцами, равно колокола все то переписати, а также какое есть строение, келий и службы также переписати и где были тому монастырю нами Великим государем, жалованы, а на те земли Вознесенской пустыни наши грамоты утеряны, те земли переписати же со тщанием и нам о всем том Великому Государю царю всея Русии и самодержцу сказку за твоим и строителя чёрного попа подписом подать на Москве в патриарш приказ».
Образование Вознесенской пустыни произошло не ранее 1584 года, на пожалованных землях вне стен Табынского острожка в долине речки Чесноковки, около современной деревни Белый Камень (раньше называемой Попов Камень) в 3—4 км к западу от соленых ключей. Место это довольно точно известно: «…в близи от пролегавшей здесь в старину прямой дороги из Табынска к соляным ключам, по которой возили соль на Жегулеву пристань…».
Со временем Табынский острог превратился в город солеваров и стал называться Соловарным. Он довольно успешно просуществовал примерно до 1629 года.
Поселение возникло на башкирских землях в 1752 году в связи с постройкой Богоявленского медеплавильного завода, переоборудованного в 1893 году в стекольный. Впоследствии село получило название Богоявленское, а в 1924 году — село Красноусольский завод. В 1926 году — центр Красноусольской волости.
С 1928 года — рабочий посёлок Красноусольский завод. Решением сессии муниципального образования Красноусольского поселкового совета от 15 декабря 2002 года посёлок Красноусольский отнесён к категории сельского населённого пункта и преобразован в село Красноусольский.

## Население
| 1959    | 1970    | 1979    | 1989    | 2002    | 2009    | 2010    |
| ------- | ------- | ------- | ------- | ------- | ------- | ------- |
| 12 171  | ↗12 228 | ↘11 313 | ↘10 662 | ↗11 796 | ↗12 421 | ↘11 991 |
| 2021    |         |         |         |         |         |         |
| ↘11 241 |         |         |         |         |         |         |

Согласно переписи 2002 года, преобладающие национальности — русские (37,2 %), башкиры (34,1 %).
Согласно переписи 2020 года, преобладающие национальности — башкиры (47,4 %), русские (32,2 %), татары (14,7 %).

## Экономика
В советское время функционировали стекольный завод, леспромхоз, лесхозы и другие предприятия, которые в 90-е годы XX века прекратили своё существование.

## Транспорт
Через посёлок проходит автомобильная дорога общего пользования регионального значения 80К-028, которая связывает Красноусольский с Уфой.
Из села ежедневно ходят автобусы в Уфу, Стерлитамак и в другие города.

## Курортная база
В 5 км от Красноусольского расположен бальнеогрязевой курорт «Красноусольск» и детский санаторий. Курорт располагается в предгорьях западного склона Южного Урала, в долине реки Усолки.
Красноусольский известен своей лечебной минеральной водой, которая применяется в качестве питьевой при болезнях желудочно-кишечного тракта, желчных путей, обмена веществ, почек и в виде ванн при заболеваниях опорно-двигательного аппарата, заболеваниях нервной системы и дыхательных органов.

## Религия
Мечети:
- Мечеть

Православные храмы:
- Церковь Покрова Пресвятой Богородицы

## Известные уроженцы
- Горин, Анатолий Сергеевич — Герой Советского Союза.
- Клявлин Марс Салихович (родился 27.4.1949, рп Красноусольский Гафурийского района БАССР) — инженер-технолог, доктор химических наук (1994).
- Копсов, Анатолий Яковлевич — бывший председатель правительства Республики Башкортостан.